# Deuxième circonscription de la préfecture d'Okinawa
La deuxième circonscription de la préfecture d'Okinawa (沖縄県第2区, Okinawa-ken dai-ni-ku) est l'une des quatre circonscriptions législatives que compte la préfecture d'Okinawa au Japon.

## Description géographique
Entre 1994 et 2002, la deuxième circonscription de la préfecture d'Okinawa regroupait les villes de Ginowan, Urasoe et Itoman, le bourg de Nishihara (district de Nakagami) et la majeure partie du district de Shimajiri.
Entre 2002 et 2013, elle réunissait les villes de Ginowan et Urasoe et une partie du district de Nakagami comprenant les bourgs de Kadena, Chatan et Nishihara et les villages de Yomitan, Kitanakagusuku et Nakagusuku.
Depuis 2013, elle comprend les mêmes villes et le district de Nakagami dans son entier.

## Députés
| Législature | Début de mandat | Fin de mandat | Député élu          | Parti politique | Parti politique |
| ----------- | --------------- | ------------- | ------------------- | --------------- | --------------- |
| 41e         | 1996            | 2000          | Seiji Nakamura (ja) |                 | Shinshintō      |
| 42e         | 2000            | 2003          | Seiji Nakamura (ja) |                 | PLD             |
| 43e         | 2003            | 2005          | Kantoku Teruya (ja) |                 | PSD             |
| 44e         | 2005            | 2009          | Kantoku Teruya (ja) |                 | PSD             |
| 45e         | 2009            | 2012          | Kantoku Teruya (ja) |                 | PSD             |
| 46e         | 2012            | 2014          | Kantoku Teruya (ja) |                 | PSD             |
| 47e         | 2014            | 2017          | Kantoku Teruya (ja) |                 | PSD             |
| 48e         | 2017            | 2021          | Kantoku Teruya (ja) |                 | PSD             |
| 49e         | 2021            | 2024          | Kunio Arakaki (ja)  |                 | PSD             |
| 50e         | 2024            | -             | Kunio Arakaki (ja)  |                 | PSD             |